# Karmelitinnenkloster Figeac
Das Karmelitinnenkloster Figeac ist ein Kloster der Karmelitinnen in Figeac, Département Lot, im Bistum Cahors in Frankreich.

## Geschichte
Das Karmelitinnenkloster Cahors gründete 1833 in Figeac einen Karmel, der im ehemaligen Dominikanerkloster unterkam. 1902 konnte ein neues Klostergebäude in der Avenue Jean Jaurès Nr. 7 bezogen werden, wo die Schwestern heute noch leben. Der Konvent wurde in letzter Zeit durch Karmelitinnen aus Vietnam verstärkt. Er nennt sich Carmel du Sacré Coeur (Karmel vom Heiligsten Herz Jesu).